# Andrea Pamparana
Andrea Pamparana (Milano, 15 giugno 1953) è un giornalista, scrittore e conduttore radiofonico italiano, attualmente vicedirettore del TG5.

## Biografia

### Carriera giornalistica al TG5
Come caporedattore a Milano del TG5, ha seguito tutto il periodo di Tangentopoli.
Il 9 marzo 1994 al TG5 fornisce la notizia che la procura ha chiesto al gip l'ordine di custodia cautelare per Marcello Dell'Utri e altri cinque manager riguardo all'inchiesta sui bilanci di Publitalia. Primo caso durante Tangentopoli in cui una richiesta d'arresto viene anticipata da giornalisti.
Pamparana insieme a Enrico Mentana sono stati indagati per favoreggiamento e rivelazione di segreto d'ufficio. I due sono stati assolti ma hanno dovuto pagare un'oblazione di 250.000 lire per pubblicazione di notizie coperte da segreto.
Infatti Dell'Utri, il pomeriggio stesso dopo la notizia rilevata dal TG5, si presenta in procura, dopo aver teoricamente potuto far scomparire eventuali carte compromettenti dalla sua abitazione o dalla sede di Publitalia. Marcello Dell'Utri dichiarerà: "Devo ancora ringraziare il TG5 se non sono andato in carcere..."
Nel 1997 è approdato a Roma per condurre l'edizione delle 08:00 del Telegiornale di Canale 5, di cui ne è stato uno dei volti fino al 2006. Attualmente è vicedirettore del Tg5, ed ha anche presentato dal 2006 ad ottobre 2007 l'edizione delle 13:00 in coppia con Chiara Geronzi.

### Rubriche televisive e radiofoniche
Da novembre 2007 a oggi, col restyling voluto dal neo-direttore Clemente Mimun, cura una rubrica da difensore civico che prende il nome da una sua celebre trasmissione in onda dal 1998 su RTL 102.5, ed intitolata "Indignato speciale".
La rubrica televisiva va in onda quasi tutti i giorni all'interno dell'edizione delle 13:00.
La rubrica radiofonica, invece, è in diretta ogni domenica mattina dalle 9:00 alle 11:00 ed è condotta insieme a Roberto Arditti (inviato di Porta a porta - Rai Uno) e Fulvio Giuliani (caporedattore RTL 102.5). Da settembre 2008, partecipa alla trasmissione il pubblicista Davide Giacalone al posto di Roberto Arditti.
Dalla trasmissione è stato edito anche un libro, intitolato appunto "L'indignato speciale", pubblicato da Marco Tropea Editore nel 2001.

### Libri
Pamparana è anche scrittore. Autore di pubblicazioni, ha scritto cinque libri di inchiesta politica e giudiziaria, tra cui: "Gli impuniti. Storie di uomini di una giustizia di parte" (Bietti - 2000) sulle tangenti rosse durante Tangentopoli e "Il processo Cusani" (Bietti - 1995). Il suo esordio nella narrativa avviene però nel 2003 col romanzo "I ragazzi di Pola", edito da Bietti. L'ultima fatica si intitola "Benedetto. Padre di molti popoli", edito dalla Società Ancora S.r.l. nel 2006.

### Regia cinematografica
Dalla sua esperienza nel settore, nel 2004 esce il film da lui diretto "Mani Pulite", pubblicato dall'Istituto Luce e prodotto da Giovanni Di Clemente.

### Collaborazioni giornalistiche
Pamparana collabora con i quotidiani "Il Giornale" ed "Il Tempo", per i quali è opinionista. Tra i suoi impegni, anche una rubrica settimanale sul sito del canale all news di Mediaset, TGcom24.
Il 12 maggio 2013, vigilia della sentenza del Processo Ruby, ha firmato il docufilm trasmesso in prima serata da Canale 5 dal titolo La guerra dei vent'anni – Ruby ultimo atto, da alcune parti fatto oggetto di critiche severe.

## Opere
- Come si diventa grafico, Milano, A. Mondadori, 1986.
- Cosa gli racconto questa sera. La difficile arte del genitore raccontastorie, Milano, Acanthus, 1988. ISBN 88-7769-025-9; Milano, A. Mondadori, 1996. ISBN 88-04-40854-5.
- Papà pipì, Milano, Acanthus, 1989. ISBN 88-7769-026-7.
- Nostradamus. Il passato, il presente, il futuro, con Maritza Ferrario, Milano, Acanthus, 1989. ISBN 88-7769-036-4; 1992. ISBN 88-7769-063-1.
- Cosa nostra s.p.a.. I segreti della vera Piovra, Milano, SugarCo, 1990.
- Solidarnosc, con Maritza Ferrario, Milano, Targa italiana, 1990. ISBN 88-7111-032-3.
- Le mani pulite. L'inchiesta di Milano sulle tangenti, con Enrico Nascimbeni, Milano, A. Mondadori, 1992. ISBN 88-04-36573-0.
- Il processo Cusani. Politici e faccendieri della prima Repubblica, con la collaborazione di Maritza Ferrario, Milano, A. Mondadori, 1994. ISBN 88-04-38513-8.
- Distruggete Antonio Di Pietro. Cronaca di un complotto, Napoli, T. Pironti, 1995. ISBN 88-7937-158-4.
- Cesare Romiti, Napoli, T. Pironti, 1997. ISBN 88-7937-172-X.
- Gli impuniti, Milano, Bietti, 2000. ISBN 88-8248-108-5.
- L'indignato speciale, Milano, M. Tropea, 2001. ISBN 88-438-0275-5.
- I ragazzi di Pola, Milano, Bietti, 2003. ISBN 88-8248-144-1.
- Benedetto. Padre di molti popoli, Milano, Àncora, 2006. ISBN 88-514-0342-2.
- Abelardo. Ragione e passione, Milano, Àncora, 2007, ISBN 978-88-514-0425-3.
- Bernardo. Il chiostro e la strada, Milano, Àncora, 2008. ISBN 978-88-514-0518-2.
- Una suora per amico, con Maria Gloria Riva, Milano, Àncora, 2008. ISBN 978-88-514-0617-2.
- Malacarne. [Uomini di 'ndrangheta], Milano, M. Tropea, 2010. ISBN 978-88-558-0124-9.
- Quei due dell'isola. Storia di un'amicizia milanese, Milano, Àncora, 2014. ISBN 978-88-514-1308-8.